# Pelikan (heraldyka)

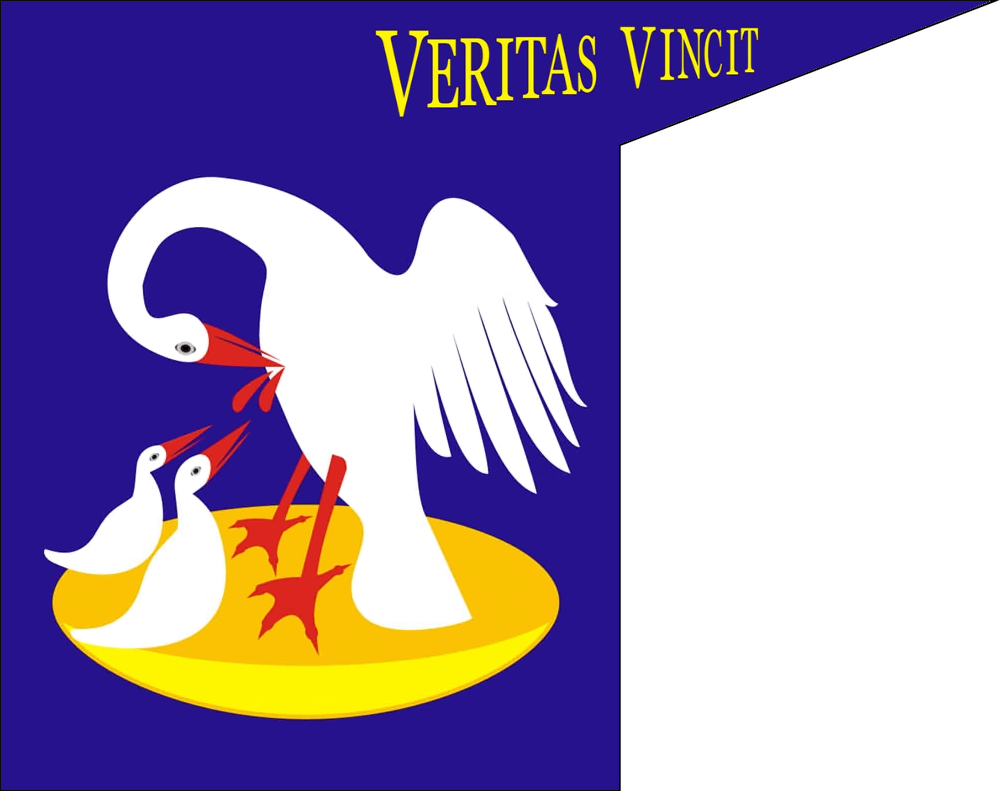
Pelikan na husyckim sztandarze.

Pelikan – popularne godło heraldyczne.
Pelikan często był wykorzystywany jako główny motyw pieczęci i herbów miast. Był stosowany także w herbach rodowych, jako godło lub klejnot. W polskiej heraldyce znany jest herb szlachecki Pelikan, przedstawiający  w czerwonym polu srebrnego ptaka karmiącego krwią młode (→ Michał Kociełł herbu Pelikan). Herbem inflanckiego rodu szlacheckiego i baronowskiego Pilar von Pilchau jest srebrny pelikan w polu błękitnym na zielonej murawie, karmiący troje młodych. Takim samym herbem, różniącym się tylko klejnotem, pieczętuje się też inny inflancki ród, von Boetticher.

## Blazonowanie
Godło przedstawia pelikana karmiącego trzy młode krwią z własnej piersi. Istnieją dwa zasadnicze warianty godła zależne od wizerunku mobilia: pelikan stojący, zwrócony w prawą stronę lub pelikan siedzący w gnieździe przodem. Rzadko, ale mimo wszystko, występuje odmiana z pelikanem zwróconym w lewo. Ponieważ zgodnie z zasadami heraldyki naturalnym położeniem zwierząt herbowych jest zwrócenie w prawo, od strony trzymającego tarczę, lub ułożenie na wprost, należy przypuszczać, że polskie herby przedstawiające pelikana zwróconego w lewo są błędami dawnych ilustratorów herbarzy, tym bardziej, że odnośne opisy tych herbów nie określają ułożenia godła.
Pelikany umieszczane są w herbach również jako trzymacze tarczy (np. w herbie Saint Kitts i Nevis).

## Symbolika
Motyw pelikana w heraldyce pojawił się w średniowieczu i został zaadaptowany z motywów sztuki sakralnej. Wizerunek pelikana karmiącego własną krwią młode symbolizował najwyższe poświęcenie, a w kontekście sakralnym był znakiem ofiary Jezusa, lub też w dosłownym znaczeniu znakiem eucharystycznym symbolizującym krew Chrystusa.
Z powodu symboliki Herb Pelikan bywa również określany jako Pietà.

## Galeria

### Pelikan zwrócony w prawo

Herb Szubina
Herb Branges
Herb Grabowa nad Prosną

### Pelikan zwrócony w lewo

Herb szlachecki Pelikan
Herb szlachecki Pelken - odmiana herbu Pelikan

### Pelikan przodem

Pieczęć stanowa Luizjany
Herb bp. M.Gavicagogeascoa

### Motywy sakralne

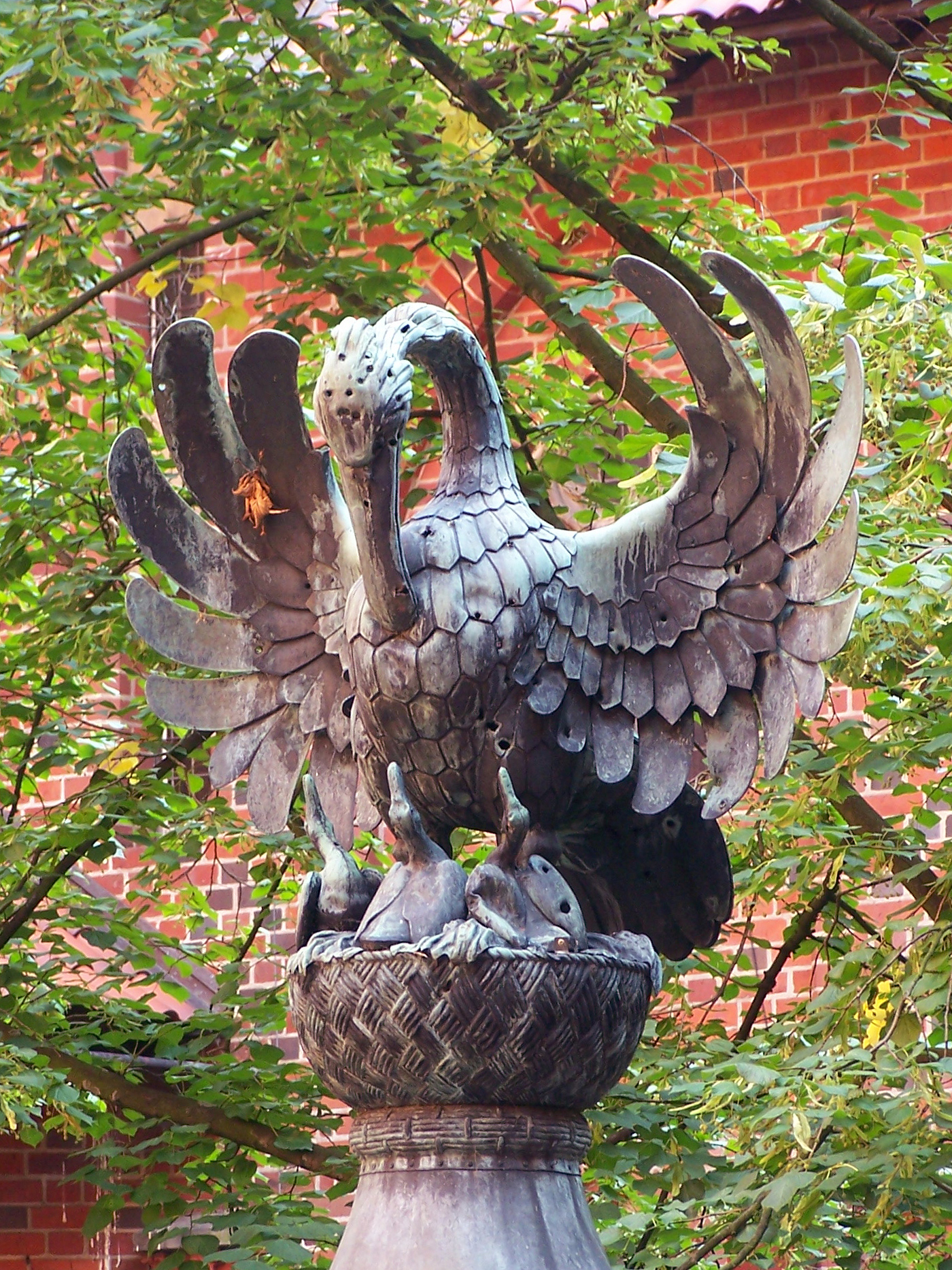
Ornament studni na Zamku w Malborku
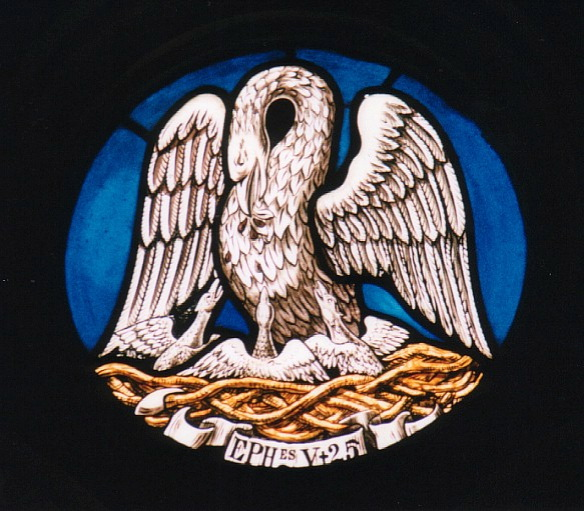
Witraż w kościele w Amherst w Massachusetts
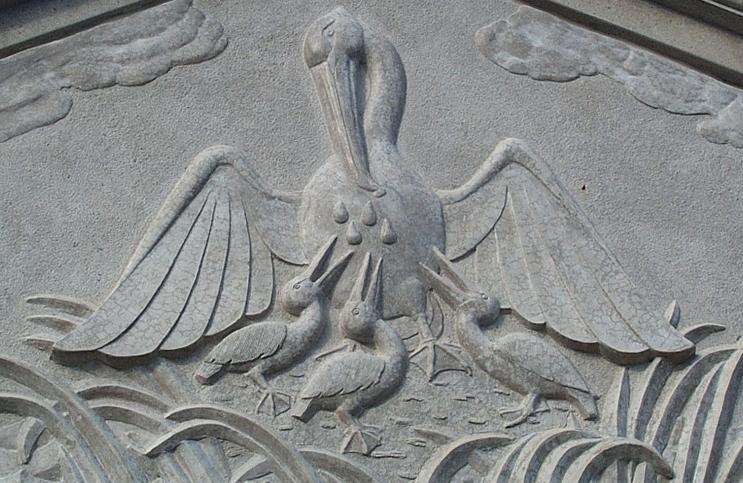
Ornament w kościele w Montrealu
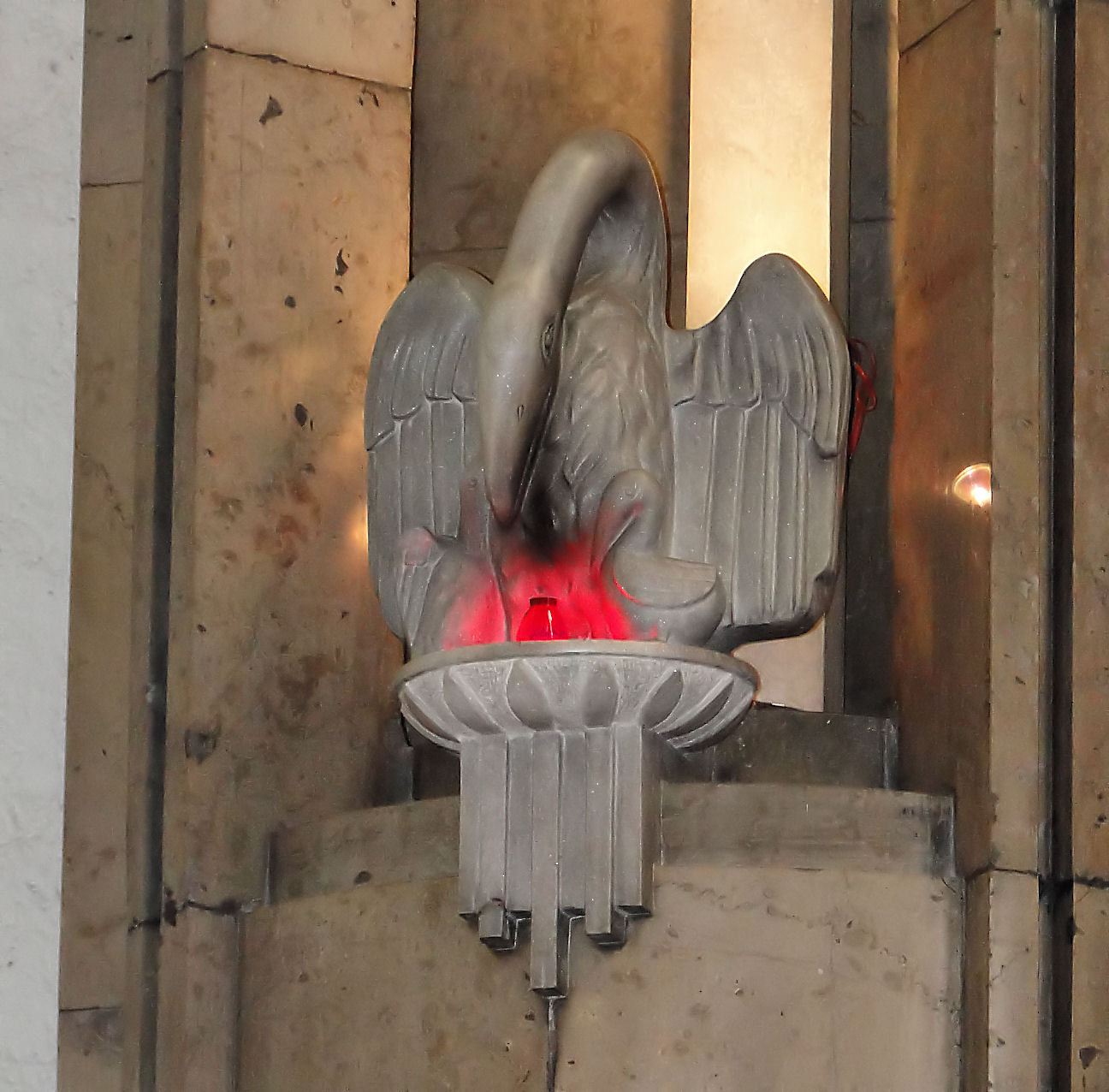
Rzeźba w kościele św. Rodziny w Szczecinie